# Schlacht bei Hallau
Triesen · Hard · Bruderholz · Hallau · Schwaderloh · Frastanz · Calven · Dornach
Die Schlacht bei Hallau um das Dorf Hallau im Kanton Schaffhausen wurde am 4. April 1499 während des Schwabenkrieges zwischen Truppen des Schwäbischen Bundes und der Schweizerischen Eidgenossenschaft ausgetragen. Die zahlenmässig unterlegenen Eidgenossen und Hallauer Bürger konnten die schwäbischen Landsknechte letztlich vertreiben.

## Verlauf
Unter dem Befehl des Grafen Wolfgang von Fürstenberg zog ein schwäbisches Heer von etwa 6000 Mann am 1. April 1499 von Tiengen aus ins Tal. Andere Truppen kamen unter Graf Sigismund von Lupfen aus Stühlingen, so dass insgesamt ca. 8000 Mann gegen Hallau zogen. Um sieben Uhr morgens stand Oberhallau in Flammen. Die Hallauer Fahnen, verstärkt durch eine eidgenössische Besatzung von nur 50 Mann, zusammen höchstens 400 Bewaffnete, zogen sich in den damals von vier Wehrtürmen flankierten Kirchhof St. Moritz im Dorf zurück. Die schwäbischen Truppen plünderten daraufhin das Dorf. Gegen fünf Uhr abends machten die Verteidiger Hallaus einen Ausfall und zwangen die schwäbischen Angreifer zum Rückzug.